# ポイントグレイ高校
ポイントグレイ高校（Point Grey Secondary School, ポイント・グレイ　セカンダリー・スクール）は、ブリティッシュコロンビア州バンクーバーにあるの学校であり、8年生から12年生までの生徒が通っている。2021年3月時点において、1,202人の生徒が通っている。

## 歴史
この学校は1929年に中学校として開校した。1965年に、中学校から高校になった。

## 交通
バス16番、41番、R4 Rapid Bus使用することができる。

## フィクションでの言及
- フォックスTVのルシファー（ドラマ）では、韓国人コミュニティセンターとして撮影された。

### ロケ地としての使用例
- リバーデイル
- 好きだった君へのラブレター
- 映画『スーパーバッド 童貞ウォーズ』の監督は、ポイントグレイの学生だった。

## 著名人
同校の出身者には、 セス・ローゲンとエヴァン・ゴールドバーグがおり、2人が設立した映画会社はこの学校にちなんでポイント・グレイ・ピクチャーズと名付けられた。
他の出身者としては歌手の 憂版（クリス・ウー）がいる。